# ۱۱۹۳ (قمری)
۱۱۹۳ (قمری)، هزار و صد و نود و سومین سال در گاهشماری هجری قمری است. اول محرم این سال برابر با نوزدهم ژانویه سال ۱۷۷۹ میلادی است و سه شنبه، ۲۹ دی ۱۱۵۷ هجری خورشیدی(۱۱۵۷/۱۰/۲۹)

## درگذشتگان
- ۱۳ صفر - کریم‌خان زند: مؤسس سلسله زندیه در ایران.

## وابسته
- جغرافیای سیاسی ایران
- زندیان